# Liste de personnalités liées à Suresnes

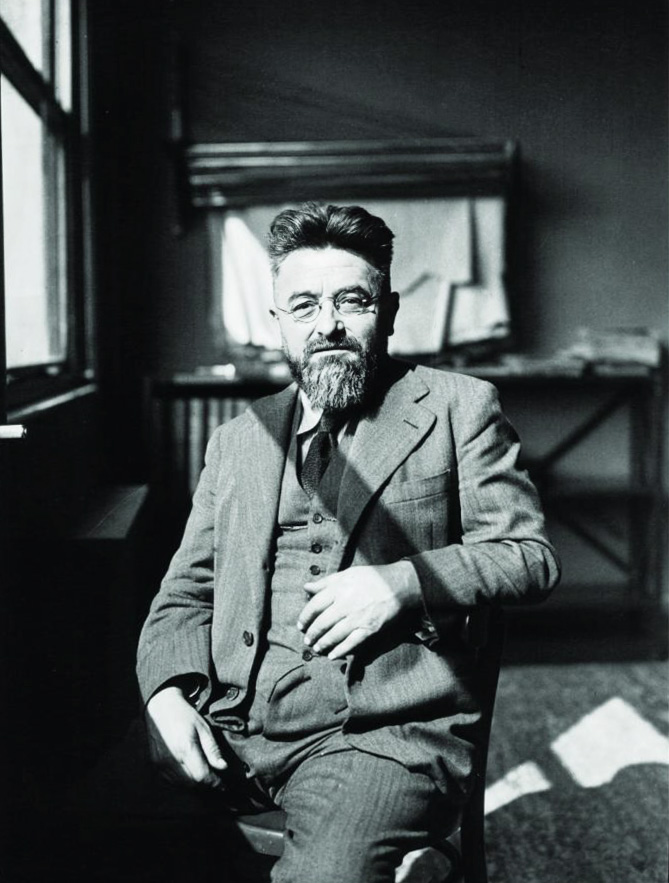
Henri Sellier, maire de Suresnes de 1919 à 1941.

Cet article regroupe la liste des personnalités liées à Suresnes (Hauts-de-Seine). Celles qui y sont nées ou mortes n'y ont toutefois pas forcément vécu mais ont pu simplement fréquenter l'hôpital Foch, situé sur la commune.

## Sont nés à Suresnes

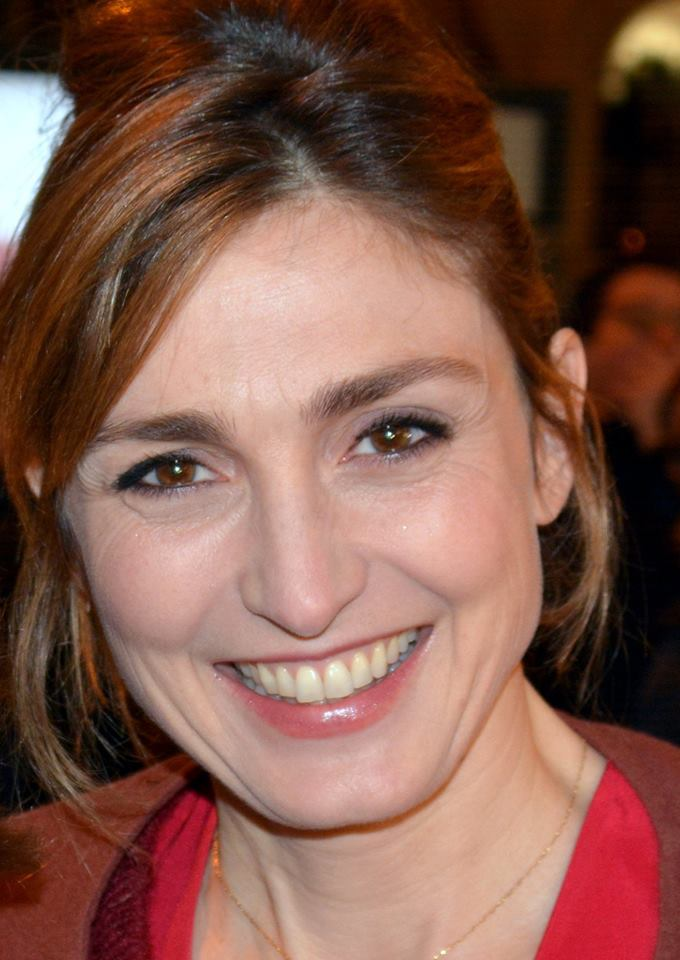
L'actrice Julie Gayet est née à Suresnes.

- Jean-Rodolphe Perronet (1708 - 1794), architecte et fondateur de l’École nationale des ponts et chaussées.
- Robert Weill (1916 - 1940), aviateur Compagnon de la Libération
- Ida Presti  (1924 - 1967), guitariste
- Humbert Ibach (1939 - ), producteur, réalisateur, et auteur-compositeur
- Yves Mourousi (1942 - 1998), animateur de télévision
- Hervé This (1955 - ), physico-chimiste
- Rémi Laurent (1957 - 1989), comédien
- Catherine Ringer (1957 - ), chanteuse
- Etienne Perruchon (1958 - ), compositeur
- Leos Carax (1960 - ), cinéaste
- Vincent Peillon (1960 - ), homme politique
- Virginie Lemoine (1961 - ), humoriste
- André Bibeur Lu   (1961 - ), dessinateur
- Nicolas Brouwet (1962 - ), évêque de Nîmes
- Éric Elmosnino (1964 - ), acteur
- Clémence Lhomme (1965 - ), chanteuse
- Nathalie Stutzmann (1965 - ), chanteuse lyrique et chef d'orchestre
- Denis Courtiade (1966 - ), Maître d'hôtel, directeur de salle au restaurant Alain Ducasse au Plaza Athénée
- Élisabeth Étienne (1967 - ), actrice
- David Abiker (1969 - ), journaliste
- Stéphane Plaza (1970 - ), animateur de télévision
- Dominique Arribagé (1971 - ), ancien footballeur professionnel français ayant évolué au Toulouse Football Club et au Stade rennais
- Olivier Daviaud (1971 - ), compositeur, pianiste et violoncelliste (Dionysos, Bénabar, Olivia Ruiz, Jacques Higelin, Abd al Malik, Philippe Decouflé, etc.)
- Julie Gayet (1972 - ), actrice
- Michaël Youn (1973 - ), humoriste, présentateur, chanteur et comédien
- François Eudes (1974 - ), compositeur, sonorisateur de films
- Thomas Bangalter (1975 - ), musicien, chanteur, disc-jockey, membre du duo Daft Punk
- Stéphane Antiga (1976 - ), joueur international de volley-ball
- Alexandre Audebert (1977 - ), ancien international de rugby à XV formé au RC Suresnois au poste de 3e ligne aile, a fait toute sa carrière professionnelle à l'AS Montferrandaise.
- Habib Beye (1977 - ), ancien footballeur professionnel international sénégalais ayant notamment évolué à Strasbourg, l'Olympique de Marseille, Aston Villa.
- Elsa Kikoïne (1977 - ), actrice
- Blanche Gardin (1977 - ), humoriste, comédienne et scénariste
- Bruno Cheyrou (1978 - ), ancien footballeur professionnel international français ayant évolué entre autres à Lille, Liverpool, Rennes et Nantes
- Fabrice Trojani (1978), acteur de doublage français
- Fabrice Abriel (1979 - ), ancien footballeur professionnel français
- Julien Guiborel (1980), coureur cycliste
- Michaël Llodra (1980 - ), joueur de tennis
- Géraldine Nakache (1980 - ), actrice, scénariste et réalisatrice
- Benoît Cheyrou (1981 - ), ancien footballeur professionnel français
- Brice Guyart (1981 - ), escrimeur (fleurettiste) français, champion olympique en individuel et par équipe aux Jeux d'été de 2004 à Athènes.
- Karine Ferri (1982 - ), mannequin et présentatrice de télévision
- Damien Perrinelle (1983 - ), footballeur professionnel français évoluant actuellement au New York Red Bulls
- Nicolas Fillon (1986 - ), athlète, spécialiste du 400 m.
- Marguerite Naseau (1594-1633), religieuse[1].
- Olivia Mokiejewski (1977 - ), journaliste française et fille de Jean-Pierre Mocky
- Arnaud Kalimuendo (2002 - ), footballeur professionnel français évoluant actuellement au Paris Saint-Germain

## Habitent Suresnes aujourd’hui
- Alexandre Delpérier, journaliste et animateur
- Cauet, animateur de radio
- Maureen Dor, animatrice et actrice
- Pedro Alves, chanteur de la comédie musicale Les Dix commandements
- Pascal Obispo possède un studio d'enregistrement au 4 de la rue Honoré-d'Estienne-d'Orves, ainsi que ses bureaux d'Atletico Records
- Élise Lucet, journaliste et présentatrice de télévision
- Axel Tony, chanteur de r'n'b
- Myriam Abel, gagnante de la Nouvelle Star en 2005
- David Marouani, du duo des années 1980 David et Jonathan
- Hubert Auriol, pilote de rallye, vit depuis longtemps à Suresnes avec sa famille, il y fut propriétaire d'un restaurant
- Vanina Michel, chanteuse, vedette de Hair en 1969 au côté de Julien Clerc
- Jean-Louis Swiners, photographe portraitiste, prix Niépce 1962
- Partenaire particulier, chanteur
- David Golis, a participé à Loft Story 2
- Jacques Weber, acteur
- Julien Fébreau, journaliste et commentateur en sport automobile

## Ont habité Suresnes
- François Vatable (1495-1547), curé de Suresnes.
- Étienne Clavière (1735-1793), homme politique, y possédait le château de Bel Air, détruit depuis.
- Antoine Merlin de Thionville (1762-1833), homme politique, habite le mont Valérien sous la Révolution.
- Philippe Panon (1774-1840), homme politique, à qui la rue Desbassayns-de-Richemont rend depuis hommage.
- Gérald De Palmas ne vit plus à Suresnes depuis juin 2007. Il y a habité deux ans, au 17 de la rue des Puits.
- Jo-Wilfried Tsonga, joueur de tennis, est propriétaire d'un appartement à Suresnes et y habitait jusqu'au début de l'année 2008, avant de partir en Suisse.
- Hippolyte Fizeau (1819, 1896), physicien, a procédé à la première mesure terrestre de la vitesse de la lumière entre sa maison au Mont-Valérien et Montmartre[2].
- Laurent Delahousse, présentateur du JT sur France 2 le week-end, a vécu à Suresnes jusqu'en 2006.
- Gilbert Bécaud, chanteur, qui avait un pavillon boulevard du Maréchal-de-Lattre-de-Tassigny (aujourd'hui démoli).
- Pierre Bensusan, guitariste et chanteur, né à Oran mais arrivé à Suresnes à l'âge de quatre ans.
- Jean-Christophe Averty, homme de télévision, qui habitait sur le mont Valérien à l'apogée de sa carrière (1960-1965).
- Gérard de Suresnes (1961 - 2005), animateur radio sur Fun Radio de 1996 à 2002.
- Eugène Sue (1804 - 1857), écrivain. Son père Jean-Joseph Sue y habitait, et il y a donc passé une partie de son enfance.
- Charles Frederick Worth (1825 - 1895), couturier et sa femme Marie Vernet (1825 - 1898), mannequin[1].
- Henri Sellier (1883 - 1943), homme politique français, maire de Suresnes pendant vingt-deux ans, destitué et incarcéré en 1941.
- Paul Nivoix (1889-1958), dramaturge, scénariste, dialoguiste et réalisateur français, à la fin de sa vie domicilié à Suresnes, au 41, rue des Carrières[3].
- Noor Inayat Khan (1914-1944), résistante, a habité à Suresnes, 23 rue de la Tuilerie, où une plaque a été installée. Une place dans le centre-ville lui rend également hommage (cours Madeleine)[4].
- Jean-Pierre Perrinelle (1949-2014), athlète, multiple champion de France (400 mètres-haies), deux fois sélectionné aux Jeux olympiques (1972 et 1976).
- Elye Wahi (2003-), footballeur, indique avoir habité « dans le haut de Suresnes » dans une interview donnée au magazine Onze Mondial[5]
- Jean-Pierre Aumont (1911-2001) habitait dans la rue des Raguidelles, où sa femme d'alors, María Montez, sera retrouvée morte noyée dans sa baignoire dont la température de l'eau était a priori très chaude ce qui a entraîné une crise cardiaque. Il avait quitté le pavillon familial après ce drame et ne s'en était jamais remis[6],[7].

## Ont entrepris à Suresnes

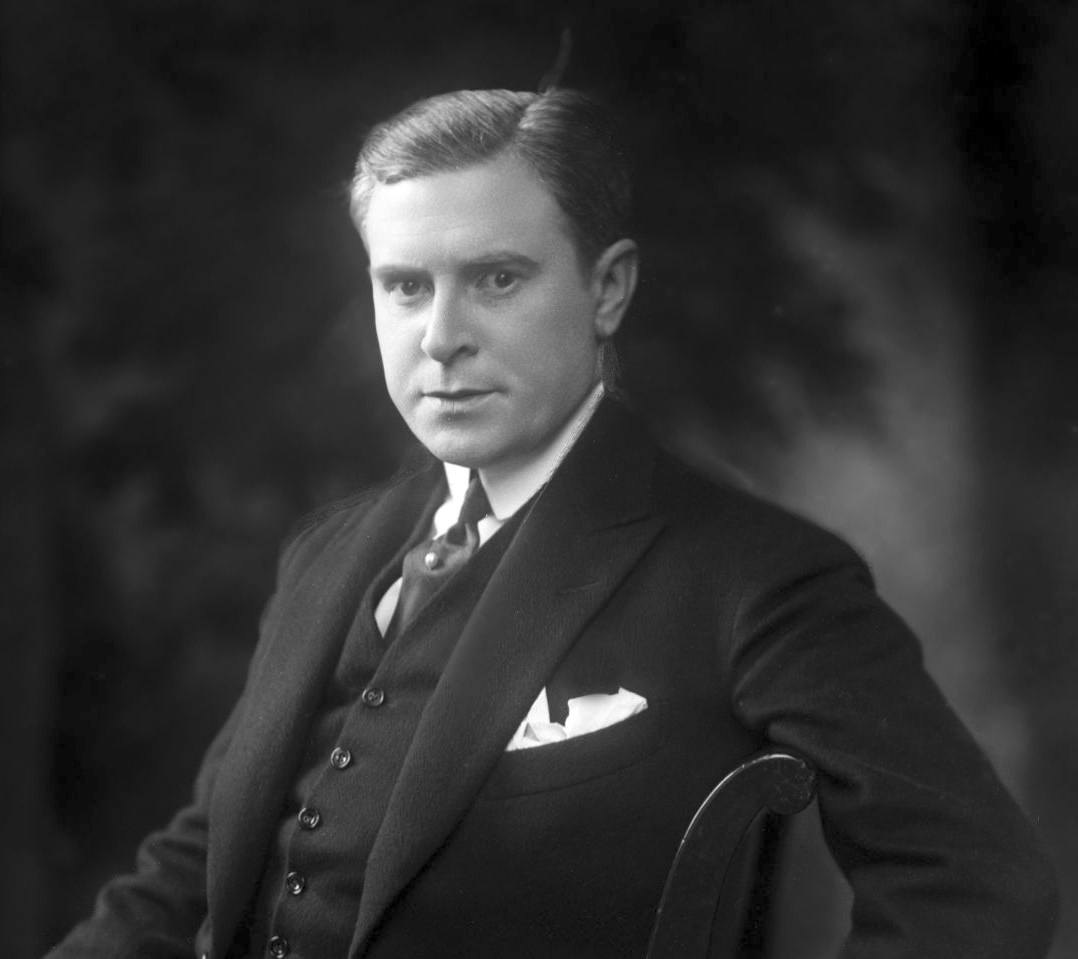
François Coty, qui a créé une usine à Suresnes.

- Hubert Charpentier (1561-1650), crée le pèlerinage du mont Valérien en 1634.
- Charles de Forbin-Janson (1785-1844), relance le pèlerinage sous la Restauration.
- Henri IV de France (1553 - 1610), renie sa foi protestante pour la foi catholique à la suite des conférences de Suresnes. La question de sa venue à Suresnes est remise en doute, de même que sa liaison avec Gabrielle d'Estrées, qu'il aurait entretenue selon la légende autour du « vieux puits d'amour ». Le roi appréciait en revanche le vin produit à Suresnes.
- Élisabeth Jacquet de La Guerre (1665-1729), compositrice, qui créé trois cantates pour le séjour en 1713 de l'Électeur de Bavière Maximilien-Emmanuel de Bavière à Suresnes. Florent Carton dit Dancourt (1661-1725) fit de même.
- Jean-Louis Fargeon (1748-1806), parfumeur, installe ses ateliers à Suresnes.
- Salomon de Rothschild, banquier de la famille Rothschild possédant une grande propriété à Suresnes, détruite au début de la révolution de 1848.
- Valentin Magnan (1835-1916), médecin, y ouvrit une clinique.
- Fernand Forest (1851 - 1914), inventeur, domicilié puis inhumé à Suresnes.
- Alexandre Darracq (1855 - 1931), dessinateur industriel français pionnier de l'industrie automobile.
- Léon Levavasseur (1863-1922), pionnier de l'aviation
- Louis Blériot (1872-1936), pionnier de l'aviation, y crée une usine.
- Édouard Nieuport (1875-1911), pionnier de l'aviation, y crée une usine.
- François Coty (1874 - 1934), industriel parfumeur et homme politique corse.
- Alexandre Maistrasse (1860-1951) et Félix Dumail (1883-1955), supervisent la construction de la cité-jardin de Suresnes. Patrice Flynn est à cette époque le curé de la ville.
- Eugène Beaudouin (1898-1983) et Marcel Lods (1891-1978), supervisent la construction l'École de plein air de Suresnes.
- Franz Stock (1904 - 1948), prêtre catholique allemand.
- Jean Vilar (1912-1971), metteur en scène, décentralise son théâtre national populaire au centre Albert-Thomas dans les années 1950.
- Gérard de Suresnes (1961 - 2005), animateur radio sur Fun Radio de 1996 à 2002.
- N'Golo Kanté (1991 - ), joueur de football au Chelsea FC, a évolué durant ses débuts au club du JS Suresnes.
- Claude Chappe (1763-1805), y crée un télégraphe
- René Duval (1886-1936), fondateur des parfums Volnay et de la société de cartonnages Sorys en 1919 à Suresnes
- En 1849, Hippolyte Fizeau effectue la première expérience mondiale de mesure de la vitesse de la lumière, perché sur le clocher de sa maison située près du centre-ville historique, à l'emplacement de l'ancienne rue du Moutier, devenue rue Émile-Zola, et de la butte Montmartre à Paris. Une rue de Suresnes porte aujourd’hui le nom de ce physicien qui a également découvert le fameux effet Doppler (effet Doppler-Fizeau).

## Sont morts ou inhumés à Suresnes

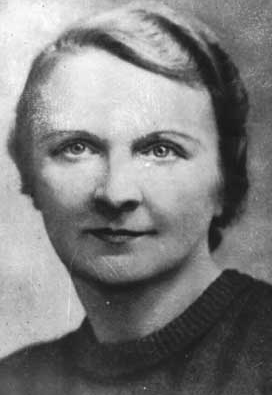
Berty Albrecht, enterrée à Suresnes.

- Berty Albrecht (1893 - 1943), résistante française inhumée dans la crypte du Mémorial de la France combattante au mont Valérien[1].
- Pierre Bachelet (1944 - 2005), chanteur.
- Shapour Bakhtiar (1914 - 1991), homme politique iranien, Premier ministre en 1979.
- Ambroise Croizat, (1901 - 1951), ministre du Travail et de la Sécurité sociale de 1945 à 1947, cofondateur de la Sécurité sociale et du système des retraites en France.
- André Danjon (1890 - 1967), astronome.
- Jacques Decour (1910-1942), résistant fusillé dans la forteresse du Mont-Valérien.
- Honoré d'Estienne d'Orves (1901-1941), héros de la seconde guerre mondiale, réputé premier martyr de la Résistance.
- Jacques Faizant (1918 - 2006), dessinateur de presse.
- Anthony Foley (1973 - 2016), alors entraîneur du Munster Rugby, y est mort le 16 octobre 2016.
- Marcel Gassouk (1921 - 2003), acteur.
- Pierre-Joseph Grégoire (1876 - 1962), entrepreneur automobile.
- Adèle Hugo (1830 - 1915), fille de Victor Hugo.
- André Janney (1905 - 1985), résistant, Compagnon de la Libération.
- Grégory Lemarchal (1983 - 2007), mort d'une mucoviscidose, chanteur.
- Edmond Louveau (1985 - 1973), fonctionnaire et résistant, Compagnon de la Libération.
- Missak Manouchian (1906 - 1944), poète et résistant fusillé au fort du Mont-Valérien.
- Maria Montez (1912 - 1951), de son vrai nom Maria Africa Garcia Vidal, actrice dominicaine, décédée à Suresnes. Elle y vivait avec le comédien Jean-Pierre Aumont.
- Jacques Muller (1922 - 1986), acteur.
- Robert Pandraud (1928 - 2010), ministre délégué chargé de la sécurité de 1986 à 1988.
- Charles Pasqua (1927 - 2015), ministre de l'intérieur de 1986 à 1988 et de 1993 à 1995.
- Gabriel Péri (1902 - 1941), journaliste et homme politique membre du Comité central du Parti communiste français, résistant fusillé dans la forteresse du Mont-Valérien.
- Pierre Pincemaille (1956 - 2018), musicien français, y est mort le 12 janvier 2018 à l'hôpital Foch[8].
- Jules Rimet (1873 - 1956), président de la FIFA de 1921 à 1954. Considéré comme le père de la Coupe du monde de la FIFA.
- Jacques Rispal (1923 - 1986), acteur.
- Jean-Baptiste Philibert Willaumez (1763 - 1845), marin d'Empire.
- Joseph Wresinski (1917 - 1988), prêtre, fondateur d'ATD Quart Monde.
- Zog Ier (1895 - 1961), roi d'Albanie.
- Félix Oudart, né le 8 juin 1881 à Lille et mort le 10 août 1956 à Suresnes. Il y est inhumé.

## Pour approfondir